# The Shock Labyrinth
The Shock Labyrinth (戦慄迷宮), és una pel·lícula de terror japonès de l'any 2009. La pel·lícula està dirigida per Takashi Shimizu, el mateix director de Ju-on: The Grudge. The Shock Labyrinnth és la seva primera pel·lícula en 3D. La pel·lícula aconsegueix crear una bona atmosfera, ja que combina el terror sobrenatural amb el psicològic.

## Argument
Un grup de nens i nenes entra en una inusual casa dels esglais i alguna cosa estrany els passa… Anys més tard, quan aquests nens i nenes (ja convertits en joves) es retroben, un personatge del passat reapareix. A causa d'aquest personatge hauran d'endinsar-se pels passadissos d'un hospital anòmal, els quals configuren en realitat un laberint del que no sembla haver-hi sortida, i on el passat, que els joves creien haver deixat en l'oblit, retorna per turmentar-los. Així, els protagonistes queden atrapats en un lloc on ressorgiran els seus temors secrets.
A través d'una narració el·líptica i fragmentada, que salta constantment del passat al present i viceversa, es descobreixen gradualment els fets esdevinguts 10 anys enrere i el paper que cadascun d'aquests joves va exercir en el aquells temps pretèrits. En particular, destaca la història d'un dels nois, la responsabilitat del qual, en els fets que van succeir, actua com a catalitzador que desencadena els sinistres esdeveniments que ara tots i totes experimenten.

## Repartiment
- Yuya Yagira
- Ai Maeda
- Suzuki Matsuo
- Misako Renbutsu
- Ryo Katsuji
- Erina Mizuno
- Kumi Nakamura
- Takashi Yamanaka
- Chika Arakawa
- Hiraoka Takuma.[1]

## Context
Takashi Shimizu és un dels directors japonesos de terror més reconeguts, recordat per la saga de la La maledicció, obra que va fer la volta al món. The Shock Labyrinnth ens explica una història igual d'esborronadora que els seus treballs anteriors.
El terror oriental segueix un cànon convencional, on la presència de noies de llargues cabelleres emana de la tradició de clàssics del cinema nipó de dones fantasmals, només que traslladada als temps moderns. Va resultar ser un filó que, malgrat algunes repeticions, segueix mantenint-se com un estil de cinema de gènere de terror amb personalitat i atractius per tot aquell que desitgi veure un cinema honest i ple d'idees personals, moltes d'elles profundament estranyes per a una ment occidental. És per això que aquesta pel·lícula no crea indiferència, per bé o per a mal. Takashi Shimizu, un dels impulsors del denominat J-Horror, s'allunya en aquesta ocasió de la premissa d'episodis per tal de rodar un pel·lícula més convencional.
Shimizu amb aquest film pretén construir una nova proposta on el terror i un forçat dramatisme que surt a relluir en els pitjors moments donin a llum una altra criatura en una carrera que ha trobat punts de regeneració, fins i tot d'autoparodia.

## Estrena
La pel·lícula es va estrenar el 17 d'octubre de 2009 al Japó. A Mèxic, es va estrenar directament en DVD el 23 de setembre de 2012 sota el títol de El Laberinto del Terror essent distribuïda per Zima Entertainment.